# 伊藤道郎
伊藤 道郎（いとう みちお、1893年4月14日 - 1961年11月6日） は、日本のダンサー、振付師。

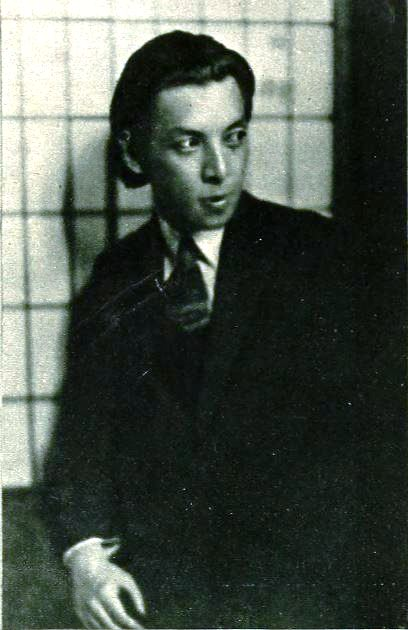
1919年

東京府東京市神田区生まれ。伊藤為吉の長男。慶應義塾普通部卒業。1911年に帝国劇場歌劇部に入団し、三浦環との共演でドイツ語のオペラ『釈迦』で初舞台。

## 渡欧
1911年11月1日に声楽家を志し19歳でパリに留学、シャトレ座でニジンスキーを見る、ロダンや、ドビッシー等と交流をもつ。1912年にドイツに移住、ベルリンではイザドラ・ダンカンの公演を観る。その後、ライプツィヒに滞在、ドレスデン郊外ヘレラウのエミール・ジャック＝ダルクローズ舞踊学校に入団。
1914年　第一次世界大戦の影響で英国に渡る。1915年、ホルストに　舞踊曲『日本組曲』の作曲依頼をした。1916年にはアイルランドの詩人イェイツと共に能を研究し、戯曲『鷹の井戸』の完成に貢献した。

## 米国
ニューヨークに渡り『武士道（寺子屋）』を演出、1918年にはスタジオを開いた。

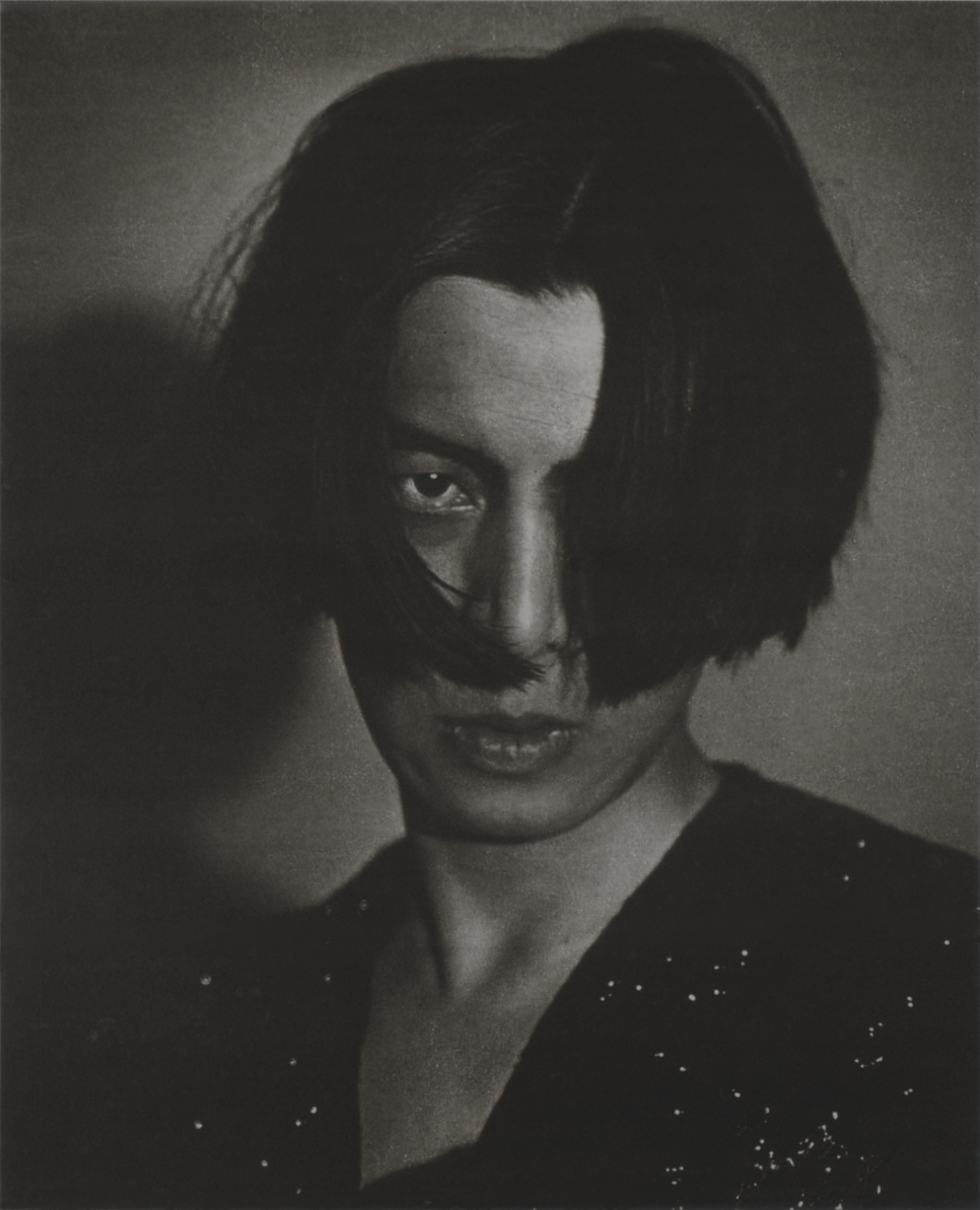
ピチカットを踊る伊藤道郎（1928年 ロサンゼルス）

アメリカ各地を公演で巡業し、1929年にはハリウッドでスタジオを開いた。ニューヨーク・ブロードウェイではミュージカルの振り付けを担当している。ニューヨークでアメリカ人女性のダンサー、ヘイゼル(Hezel Wright)と結婚、2人の息子（ドナルドとジェリー伊藤）をもうけた。

## 開戦
1941年、ロサンジェルスに転居後、真珠湾攻撃勃発によりスパイ容疑で逮捕され日系人の強制収容、フォート・ミズーラ抑留キャンプなど４箇所に抑留。家族とは音信不通となった。

## 帰国
1943年（昭和18年）アメリカ国籍の家族を残し、第二次日米交換船で帰国した。戦後はGHQに接収されていたアーニー・パイル劇場（東京宝塚劇場）でオペレッタ「ミカド」を上演。本国以上の演出を行なって見せ、柿の木坂にスタジオを持っていた。アメリカでの活動も再開した。1964年の東京オリンピックには開会式、閉会式の総合演出を担当したが、開催を待たずして死去した。
墓所は豊島区駒込の染井霊園。

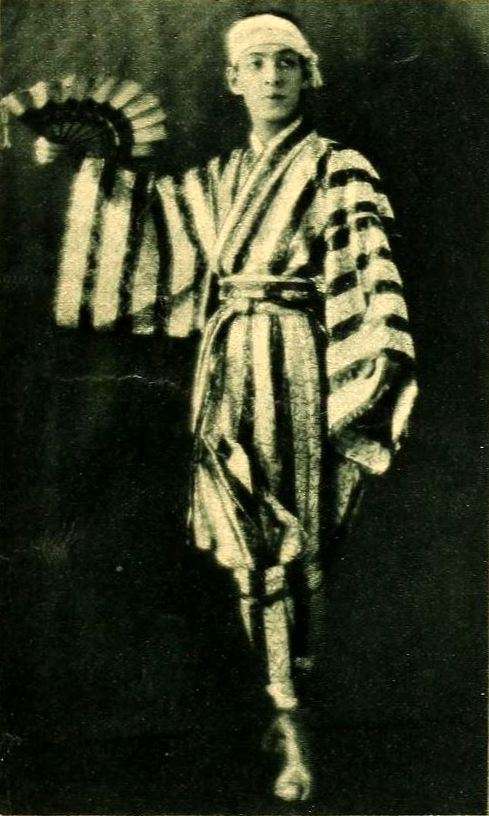
1919年
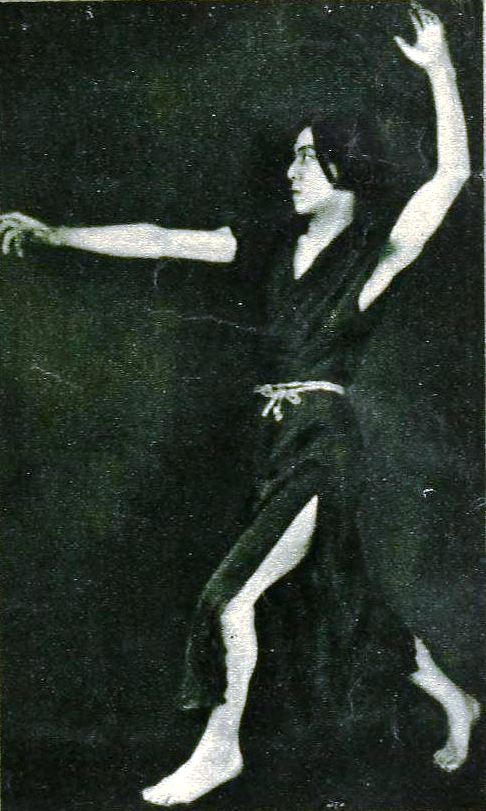
1919年
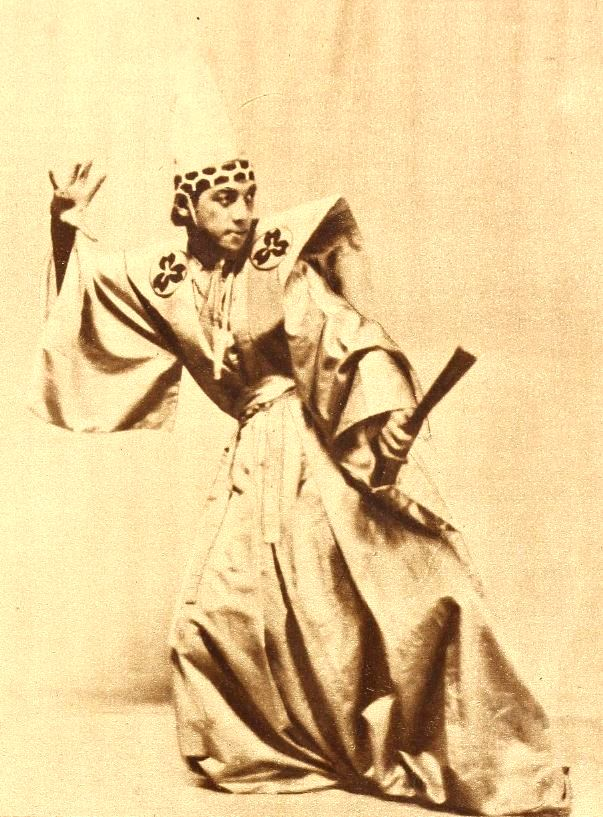
『Shadowland』1919年11月号に掲載された写真
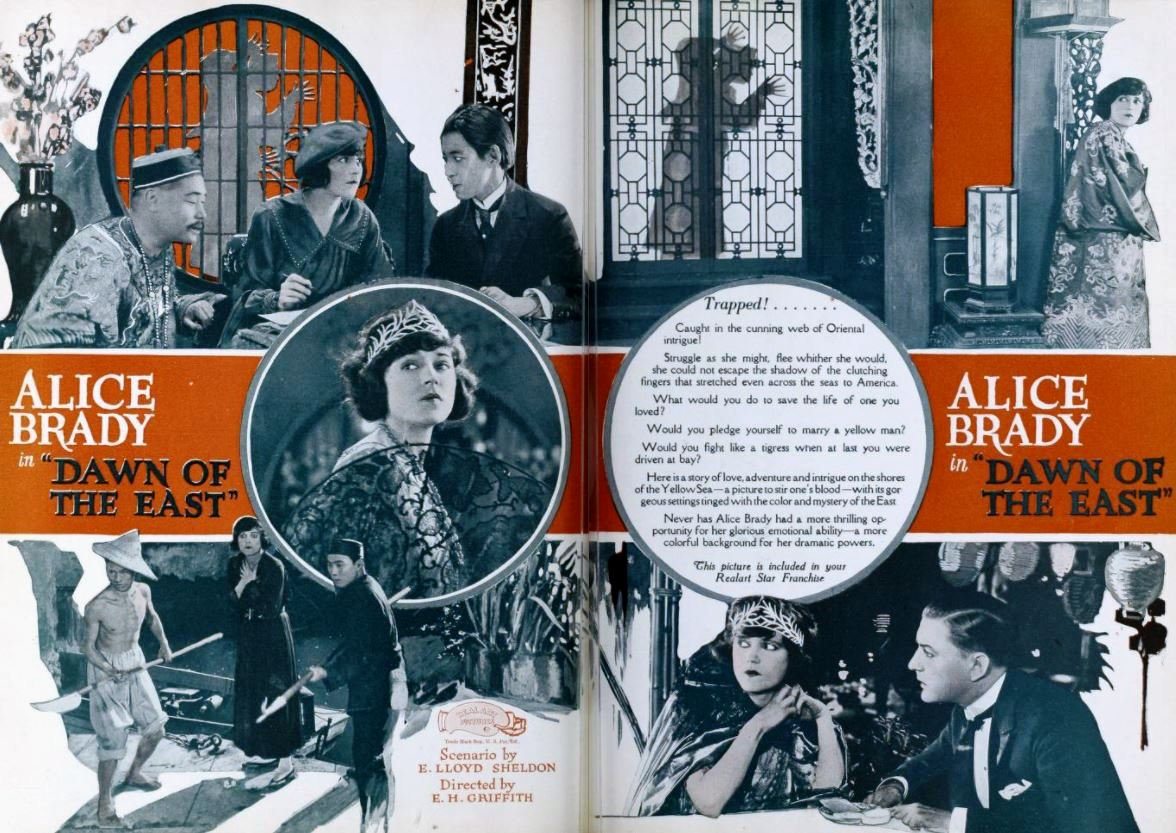
失われた映画「Dawn of the East（英語版）」アリス・ブラディ、ケネス・ハーランと共に出演(1921年)

## 親族

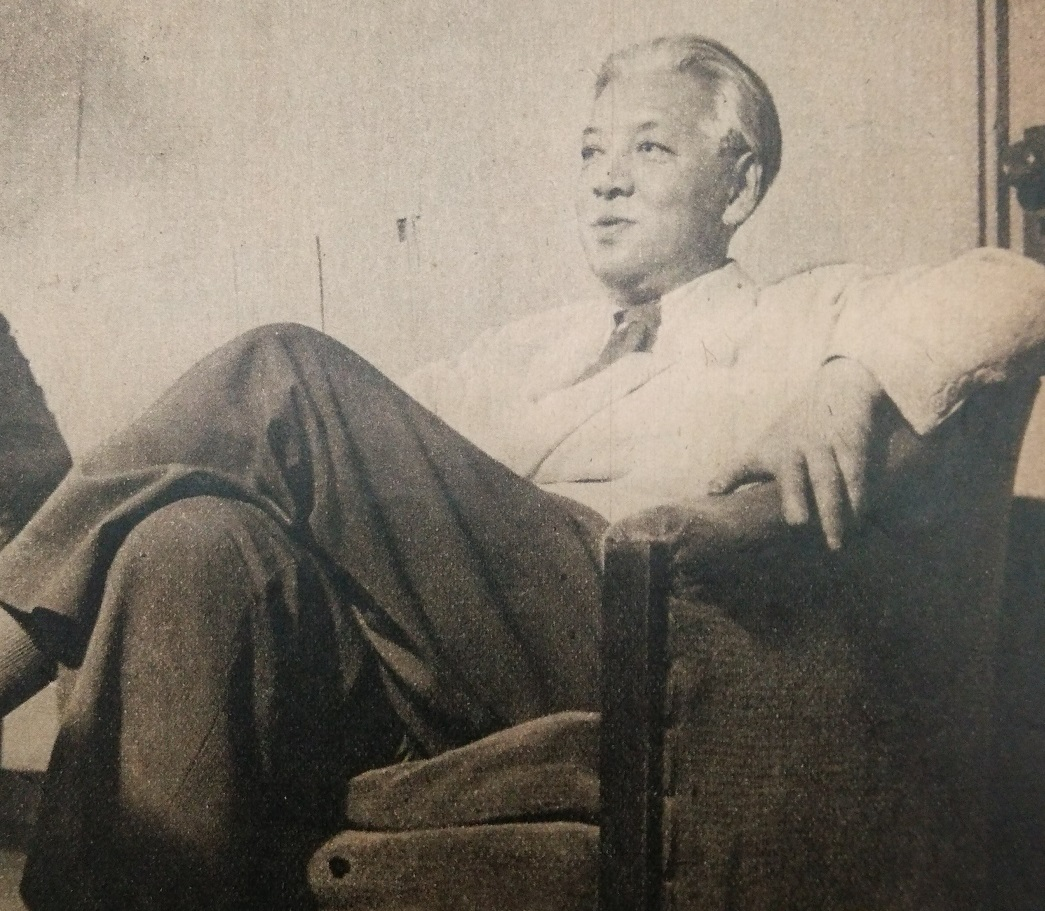
伊藤道郎

演劇人の伊藤熹朔と千田是也（俳優座主宰）、作曲家の伊藤翁介は弟。
戦後次男のジェリーが海兵として来日し再会した。孫（ジェリーの子）は、兄妹デュオ「デビッド&ミシェル」として「菩提樹の丘」（1975年）で日本で歌手デビューした。ミシェルはその後ロサンゼルスでテレビ制作者となった。姪（姉と古荘幹郎の娘）の古荘妙子はダンスの弟子で、道郎没後もダンススタジオを支え、伊藤道郎財団を設立した。

## 出演映画
- Song of India（1920年）
- Dawn of the East（1921年）[5]
- Lotus Land（1928年）
- 浮気成金（1930年）
- お蝶夫人（英語版）（1932年）[6]
- 北海の子（英語版）（1938年）[6]
- Booloo（英語版）（1938年）[6]
- Sunset Murder Case（英語版）（1941年）[6]

### 関連文献
- 片岡康子 著『日本の現代舞踊のパイオニア: 創造の自由がもたらした革新性を照射する』新国立劇場運営財団情報センター2015年（平成27年）ISBN 978-4907223076